# Против Беота по поводу приданого матери
«Против Беота по поводу приданого матери» — судебная речь, которую приписывают древнегреческому оратору Демосфену. Сохранилась в составе «демосфеновского корпуса» под номером XL, была произнесена примерно в 345 году до н. э. в ходе тяжбы между двумя единокровными братьями — сыновьями Мантия из дема Форик. Связана по содержанию с речью «Против Беота по поводу имени».
Законный сын Мантия Мантифей, которому не удалось заставить родившегося вне брака Беота отказаться от родового имени, оказался вынужден делить с единокровными братьями семейное имущество. Он предложил не подвергать разделу приданое своей матери, а Беот заявил в ответ, что его мать Плангон тоже принесла с собой в дом Мантия приданое, на которое сейчас не может претендовать Мантифей. Последний в написанной для него речи доказывает, что у любовницы его отца никакого приданого не было.
Существует мнение, что речь написана не Демосфеном, а каким-то другим древнегреческим автором. В любом случае исследователи уверены, что судебный процесс между сыновьями Мантия имел место и что речь «Против Беота по поводу приданого матери» была на нём произнесена.